# Topazi

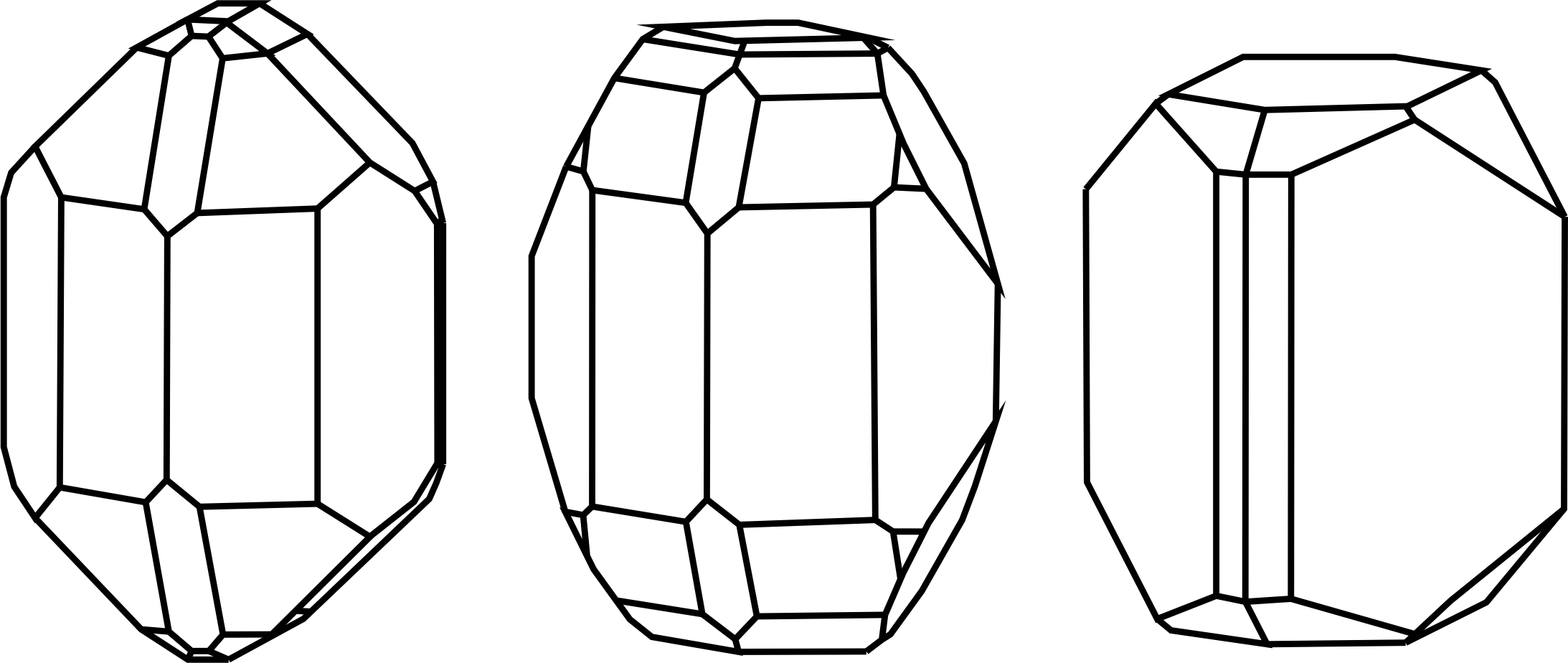
Selecció d'hàbits del topazi

El topazi és una espècie mineral, que pertany al grup dels silicats, compost per hidroxofluorosilicat d'alumini i que cristal·litza en el sistema ortoròmbic. Es troba en cristalls complexos d'hàbit prismàtic, transparents a translúcids, que poden ser incolors però també amb tonalitats dèbils rosades, groguenques i blavoses.

## Etimologia
El nom "topazi" deriva del llatí topazus, i aquest, del grec Τοπάζιος (Τοpáziοs) o Τοπάζιον (Τοpáziοn), de Τοπαζος, l'antic nom de l'Illa de Sant Joan, a la Mar Roja, la qual era difícil de trobar i en la qual s'explotava un mineral de color groc (possiblement olivina groguenca). El topazi com a mineral no es va conèixer fins després de l'era clàssica. Plini va dir que Topazos era una illa llegendària de la Mar Roja i que el topazi (mineral) s'explotava allà. Alternativament, la paraula topazi es relaciona amb el terme sànscrit तपस् (Tapas) que significa calor o foc.

## Classificació
Segons la classificació de Nickel-Strunz, el topazi pertany a 9.AF.35: "Silicats (i germanats) nesosilicats amb anions addicionals; cations en coordinació 4, 5 i o 6» juntament amb els següents minerals: sil·limanita, andalusita, kanonaïta, cianita, mullita, krieselita, boromullita, yoderita, magnesioetaurolita, estaurolita, zincoestaurolita, norbergita, al·leghanyita, chondrodita, reinhardbraunsita, kumtyubeïta, hidroxilchondrodita, humita, manganhumita, clinohumita, onolita, hidroxiclinohumita, leucophoenicita, ribbeïta, jerrygibbsita, franciscanita, örebroita, welinita, el·lenbergerita, cloritoide, magnesiocloritoide, ottrélita, poldervaartita i olmiita. Segons la classificació de Dana el topazi és un nesosilicat classificat en el grup 52.3.1.1: nesosilicats amb grups insulars d'SiO₄ i O,OH,F,H2O.

## Propietats

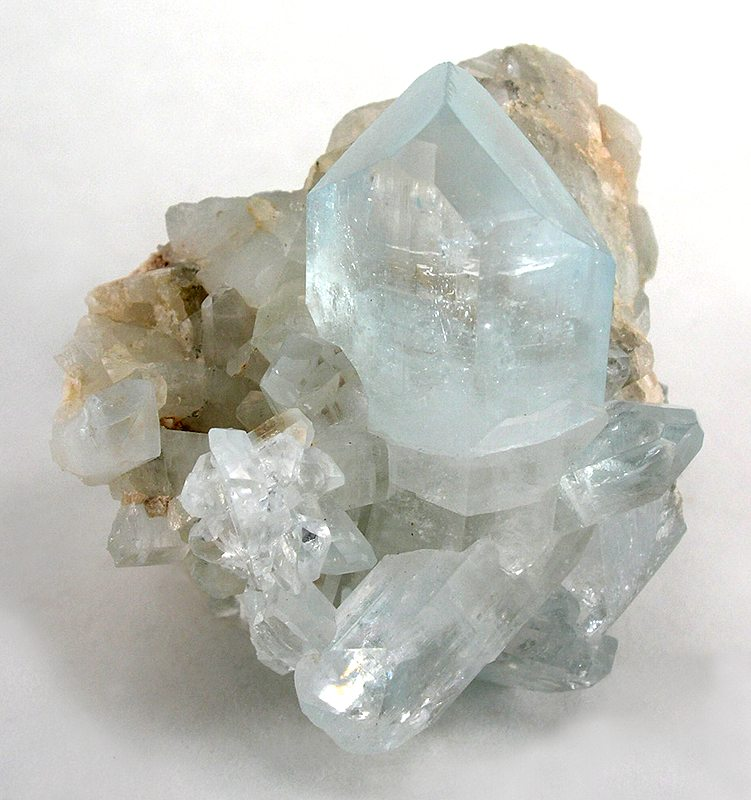
Cristall de topazi blau.

El topazi en el seu estat natural és incolor, sovint amb un to grisenc. També es presenta com un color entre marró daurat i groc, la qual cosa fa que de vegades es confongui amb el quars citrino, una pedra preciosa menys valuosa. El pes específic de tots els tons de topazi, però, significa que és considerablement més pesat que el citrí (al voltant del 25% per volum) i aquesta diferència de pes pot utilitzar-se per distingir dues pedres d'igual volum. A més, si es pot determinar el volum d'una pedra determinada, se'n pot establir el pes si és topazi i comprovar-ho amb una balança sensible. Així mateix, les pedres de vidre són també molt més lleugeres que els topacis de la mateixa mida.
Una varietat d'impureses i tractaments pot fer que el topazi sigui de color vermell vi, gris pàl·lid, vermell ataronjat, verd pàl·lid o rosa (poc freqüent), i d'opac a translúcid/transparent. Les varietats rosa i vermella provenen del crom que substitueix l'alumini a la seva estructura cristal·lina.

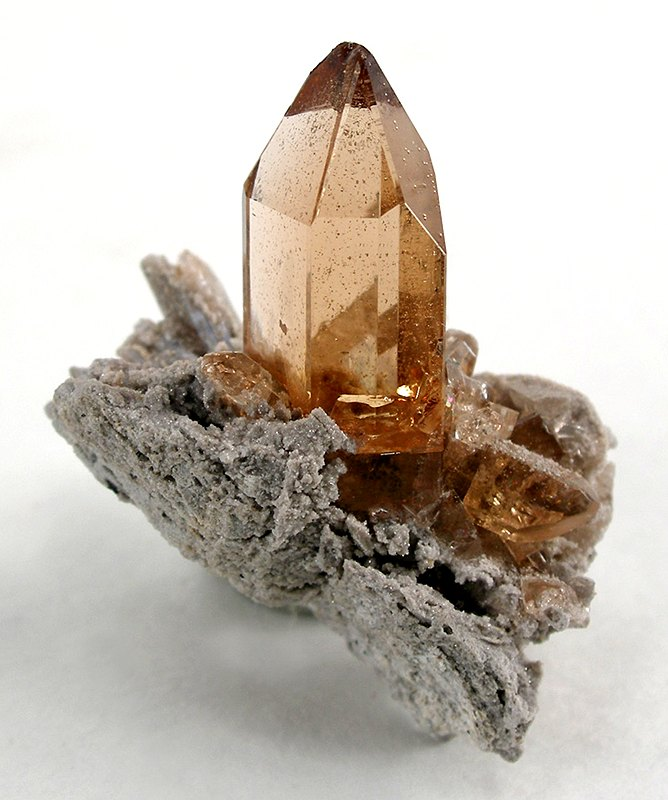
Topazi de color xerès d'Utah, Estats Units

El topazi imperial és groc, rosa (rar, si és natural) o rosa-taronja. Els topacis imperials brasilers solen tenir un to entre groc brillant i marró daurat intens, de vegades fins i tot violeta. Molts topacis marrons o pàl·lids es tracten per fer-los de color groc brillant, daurat, rosa o violeta. Algunes pedres de topazi imperial es poden esvair si s'exposen a la llum solar durant un període perllongat. El topazi blau d'origen natural és força rar. Normalment, el material incolor, gris o groc pàl·lid i blau és tractat tèrmicament i irradiat per produir un blau més fosc desitjat. El topazi místic és un topazi incolor que ha estat recobert artificialment a través d'un procés de deposició de vapor que li dóna un efecte d'arc de Sant Martí a la seva superfície.
Encara que és molt dur, el topazi s'ha de tractar amb més cura que alguns altres minerals de duresa similar (com el corindó) a causa d'una debilitat de la unió atòmica de les molècules de la pedra al llarg d'un pla axial. mentre que els diamants, per exemple, estan compostos per àtoms de carboni units entre si amb la mateixa força al llarg de tots els seus plans). Això fa que el topazi tingui tendència a trencar-se al llarg del pla d'exfoliació si es colpeja amb prou força.
El topazi té un índex de refracció relativament baix per a una pedra preciosa, per la qual cosa les pedres amb grans facetes o taules no brillen tan fàcilment com les pedres tallades de minerals amb índexs de refracció més alts, encara que el topazi incolor de qualitat brilla i mostra més "vida" que el quars de tall similar. Quan se li dóna un tall típic "brillant", el topazi pot mostrar una faceta de taula brillant envoltada de facetes de corona dʻaspecte mort o un anell de facetes de corona brillants amb una taula ben apagada. També es pot polir de manera excepcional, ia vegades es pot distingir del citrí només pel seu tacte relliscós (el quars no es pot polir fins a aquest nivell de suavitat).
Un altre mètode per distingir el topazi del quars és col·locar la pedra sense enfilar en una solució de bromoform o iodur de metilè. El quars surarà invariablement en aquestes solucions, mentre que el topazi s'enfonsarà.

### Propietats químiques
La seva fórmula química és Al₂SiO₄(F,OH)₂. Els elements que es troben a la seva estructura són l'alumini, el silici, l'oxigen el fluor i l'hidrogen. Un màxim del 30% del fluor pot ser substituït per OH en topazis naturals, tot i que en alguns casos s'han descrit topazis amb OH dominant (Unnamed OH-analogue Topaz). En estudis posteriors s'ha aconseguit sintetitzar topazi amb OH dominant. Altres autors també proposen la fórmula Al₂SiO₄F₂ per al topazi, que, tenint en compte les substitucions que es produeixen entre fluor i OH queda com a Al₂SiO₄F2-xOHx. Altres autors defensen que la substitució entre F i Oh és limitada per l'evitació entre dos protons, i proposen que el màxim teòric per la ratio OH/(OH + F) és de 0,5.

#### Varietats
S'han descrit tres varietats principals de topazi. El topazi imperial era originalment una varietat de color taronja o groc daurat amb dicroisme vermell; actualment la definició s'ha extés fins a abarcar topazis amb coloracions roses, vermelles, espígol i colors "préssec", tot i que normalment exclou el groc i el marró. S'anomena així a conseqüència de l'exclusivitat que ostentava el tsar sobre els topazis rosats quan foren descoberts a Rússia; és per això que als topazis de certes coloracions se'ls anomena així. Una altra varietat són els diamants de Killiecrankie, que es troben a prop de Killiecrankie, a l'Illa de Flinders, a Tasmània. Els primers espècimens que es varen recollir foren venuts a Europa com a diamants cap al 1800. El nom és encara vigent, i la localitat és encara coneguda per a cercar topazis. Finalment, la pyknita, és una varietat de topazi de gra fi amb coloracions que van des del blanc al groc llimona. En aquest cas, el topazi sol presentar-se en agregats densos de cristalls prismàtics.

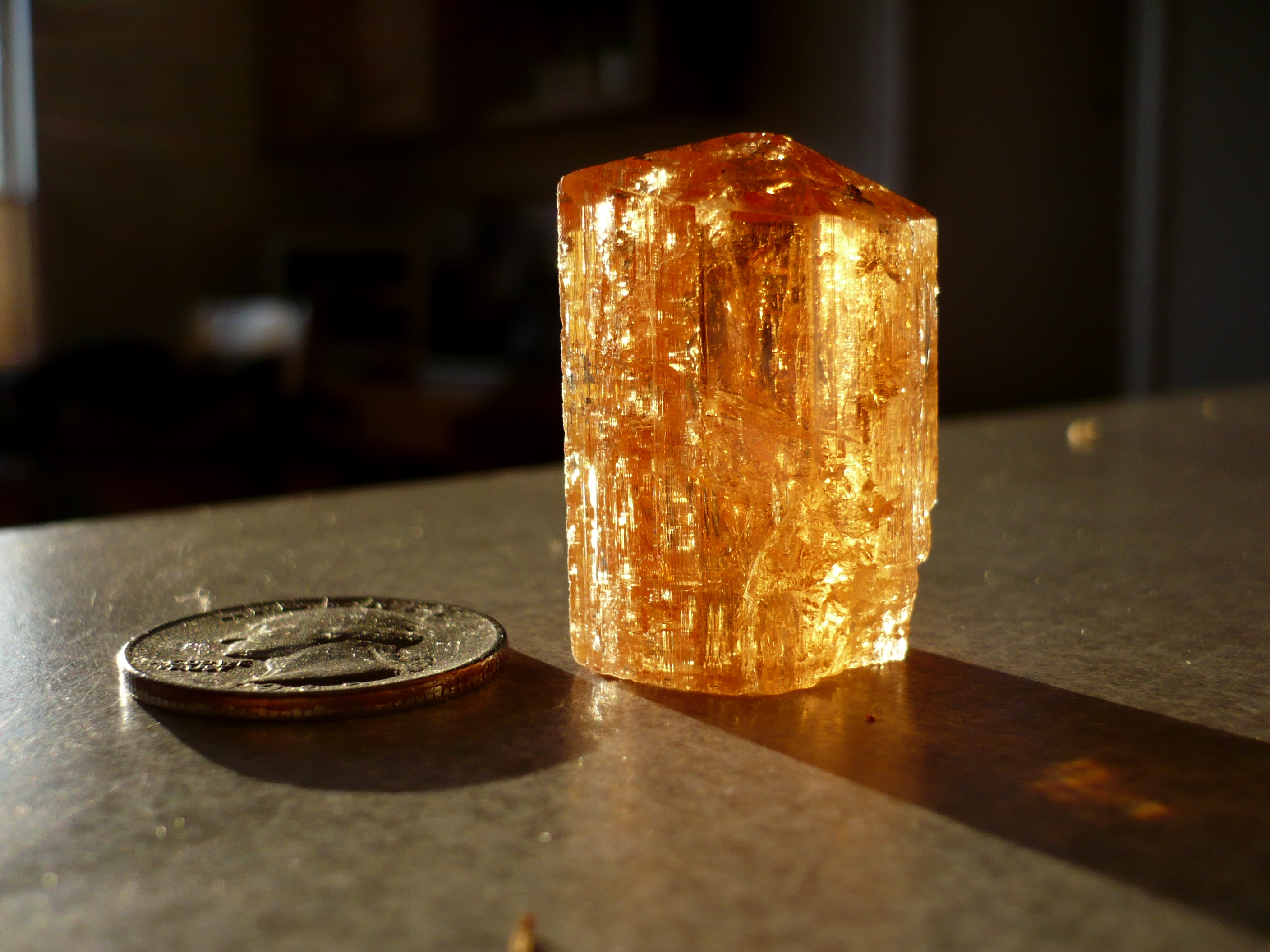
Topazi imperial procedent d'Ouro Preto, Minas Gerais, Brasil.

#### Color
El topazi és un mineral al·locromàtic; és a dir, que el color que presenta és produït per impureses, elements o defectes a la xarxa cristal·lina. El topazi típic presenta una coloració de vi vermell, groc, gris clar, taronja vermellós o blau marronos. També es poden trobar topazis de color blanc, verd clar, blau, daurat, rosa, groc vermellós o opacs. La presència de crom a l'estructura genera sovint uns colors rosats, vermells o liles. Certes imperfeccions a nivell atòmic de l'estructura cristal·lina poden causar coloracions grogues, marrons o blaves.

## Jaciments
Es troba habitualment en forma de cristalls prismàtics crescuts en buits que estan units amb la roca mare. A més, n'existeix una variant massiva o granulosa. Sovint, es troba acompanyat de beril·li, turmalina i apatita en roques àcides magmàtiques com les permatites. També es troba en gneis. El topazi és molt semblant a un mineral més rar anomenat danburita.
Alguns dels jaciments més importants es troben al Brasil, República Txeca, Saxònia, Noruega, Suècia, Japó, Mèxic, Sri Lanka, Birmània, Pakistan i als Estats Units.

## Història
Nicols, l'autor d'un dels primers tractats sistemàtics sobre minerals i pedres precioses, va dedicar dos capítols al tema el 1652. A l'edat mitjana, el nom topazi s'utilitzava per referir-se a qualsevol pedra preciosa groga, però en els temps moderns només denota el silicat descrit anteriorment.
Moltes traduccions angleses de la Bíblia, inclosa la versió del rei Jaume, esmenten el topaci. No obstant això, pel fet que aquestes traduccions com a topaci deriven totes de la traducció de la Septuaginta topazi[os], que es referia a una pedra groga que no era el topazi, sinó probablement la crisoleta (crisoberil o peridot), és probable que el topazi no es refereixi aquí.
Una superstició anglesa també sostenia que el topazi guaria les persones llunàtiques. Els antics romans creien que el topazi proporcionava protecció contra el perill durant els viatges. Durant l'Edat Mitjana, es creia que col·locar el topazi al braç esquerre protegia el propietari de qualsevol maledicció i allunyava el mal d'ull. També es creia que portar un topazi augmentava la calor corporal, cosa que permetia alleujar un refredat o la febre. A Europa, durant l'Edat Mitjana, es creia que el topazi augmentava els poders mentals.

## Gemmologia
El topazi és un vidre utilitzat en joieria, classificat com una pedra preciosa. El topazi es presenta en una àmplia varietat de colors al seu estat natural. Entre els més cobejats hi ha el Topazi Imperial, que es troba principalment al Brasil (Ouro Preto) en el seu característic color daurat intens a vermell ataronjat. Alguns topazis de Pakistan i Rússia tenen tons que s'acosten. Alguns tons més foscos es poden obtenir per escalfament (els topazis de color groc pàl·lid es tornen rosats) o per irradiació (per realçar el color blau). Els diferents colors es deuen a la molt petita substitució de l'alumini a l'estructura cristal·lina per crom, ferro, cobalt, etc. L'exposició perllongada a la llum solar pot causar un canvi de color, especialment en les varietats marrons.
El topazi també es fa servir àmpliament en litoteràpia.